# Бруно Каталано

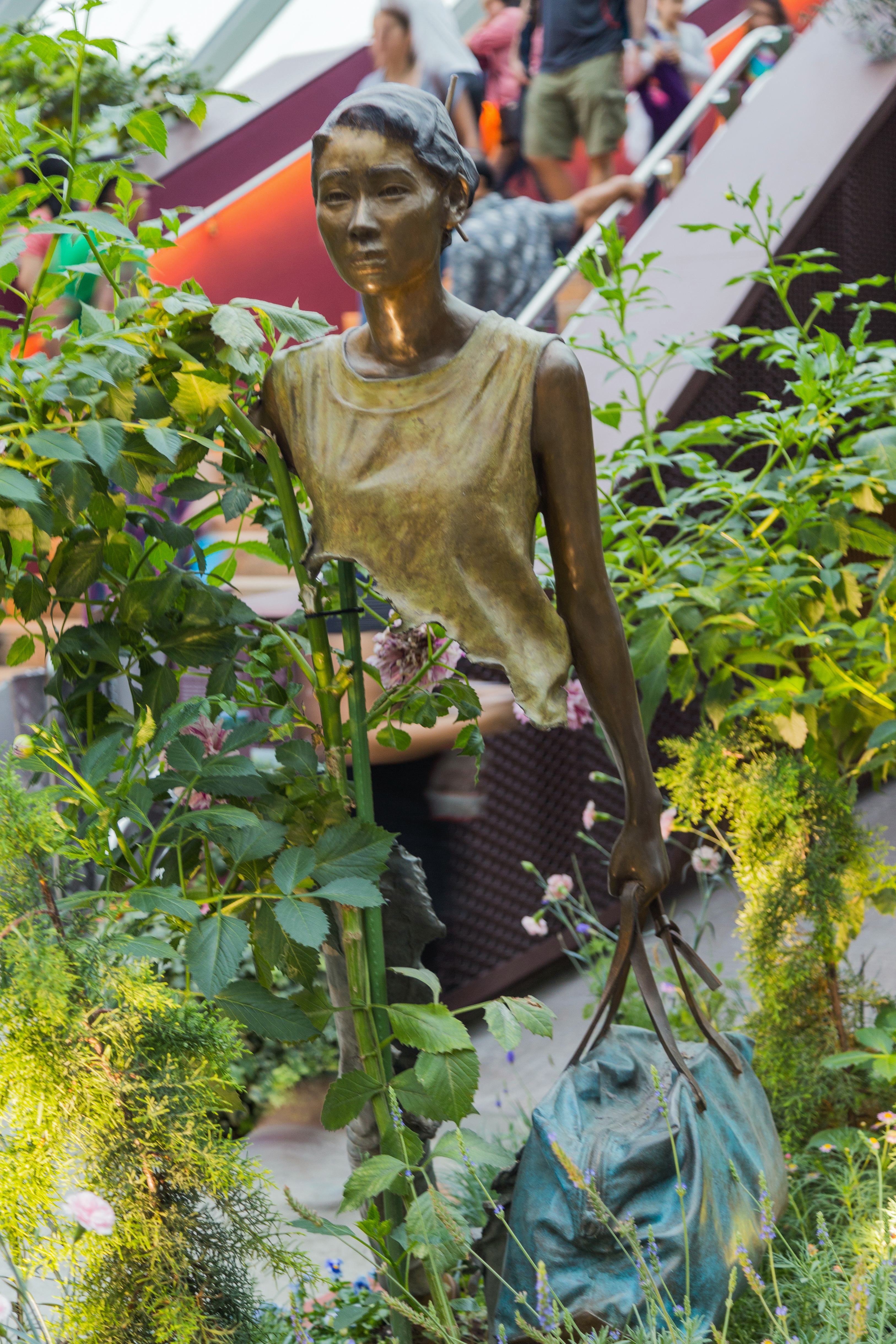
«Подорожня» в Сингапурі

Бруно Каталано (нар. 1960, Хурибга) — французький скульптор, найбільш відомий по створенню «рваних» скульптур.

## Біографія
Родом з Марокко, Бруно є третьою і останньою дитиною сицилійської сім'ї. У 1970 році сім'я Каталано переїхала з Марокко до Франції. У 1982 році він почав працювати в Société Nationale Maritime Corse Méditerranée. Він пропрацював там 4 роки до 1986 року. Він наводить свій досвід моряка як центральний для його натхнення. Він також є електриком.

Каталано познайомився з ліпленням у 1981 році в Марселі, де він вступив у школу Франсуаза Хемеля. Після двох років навчання він відкрив власну художню практику в 1985. Пізніше Каталано почав робити великі бронзові скульптури. Його перші роботи були невеликі і звичайні, але пізніші стають дедалі виразнішими. У 2004 році зробив першу «рвану» скульптуру — Сірано. Вона виникла внаслідок помилки в роботі і йому довелося спустошити груди персонажу.
Згодом на основі цієї ідеї з'явилася найвідоміша серія його робіт — «Подорожні».